# Apeadeiro de Ribeiro do Freixo
O Apeadeiro de Ribeiro do Freixo foi uma gare do Ramal de Portalegre situada no Município de Monforte, em Portugal.

## História
Em Novembro de 1940, o Ministério das Obras Públicas e Comunicações aprovou o plano para este apeadeiro, então situado ao quilómetro 7.521,50 do troço entre Cabeço de Vide e Portalegre, tendo o orçamento para esta obra sido de 180.851$56. Em Janeiro do ano seguinte, foi realizado o concurso público para a empreitada n.º 33 da Linha de Portalegre, que englobava vários trabalhos na estação de Portalegre, e a construção do apeadeiro de Ribeiro do Freixo. No caso do apeadeiro, as obras consistiram na realização de terraplanagens, e na edificação do edifício de passageiros, dos cais coberto e descoberto, da plataforma, de uma curraleta, um poço, um tanque de lavar a roupa, um forno para cozer pão, uma fossa, um posto telefónico, vedações, e plantações. A empreitada foi consignada a José Pinto Caeiro, pelo valor de 169.100$00
Este apeadeiro entrou ao serviço em 21 de Janeiro de 1949, como parte do troço entre Cabeço de Vide e Portalegre.
O lanço entre Estremoz e Portalegre foi encerrado pela operadora Caminhos de Ferro Portugueses em 2 de Janeiro de 1990.